# Metíoque i Menipa
Metíoque (en grec antic Μητιόχη) i Menipa (Μενίππη) van ser, segons la mitologia grega, dues filles del gegant Orió. A les dues noies també se'ls deia les Corònides.
Quan Àrtemis va treure del món Orió i Zeus el va fixar al firmament, (la constel·lació d'Orió), Metíoque i Menipa van ser criades amb la seva mare a Beòcia, al peu de l'Helicó. Atena els ensenyava a teixir les teles a la perfecció i Afrodita els donà el do de la bellesa. Tot el territori d'Aònia va sofrir una pesta, i molta gent moria. Es van enviar emissaris a consultar l'oracle d'Apol·lo a Gortina, i el déu va respondre que els dos déus infernals, Hades i Persèfone, estaven irats i que només es calmarien si dues donzelles se'ls oferien voluntàriament com a víctimes. Però no es presentaven candidates fins que una serventa va assabentar les Corònides de la resposta de l'oracle. Les noies, que treballaven al teler, van trobar que era millor morir pels seus conciutadans abans de fer-ho per l'epidèmia. Van pregar tres vegades a les divinitats subterrànies i s'oferiren voluntàriament com a víctimes. Al morir, van ser portades al Tàrtar, però Persèfone i Hades en van tenir compassió i van fer desaparèixer els cossos de les donzelles. Al mateix temps, dos astres es van enlairar del lloc i es van enlairar cap al cel. Els homes els van anomenar "cometes", que vol dir "de llarga cabellera" com les noies. Els habitants de Beòcia van edificar a Orcomen un temple magnífic on cada any els nois i noies hi portaven ofrenes propiciatòries. Els eolis també anomenaven Corònides a les donzelles.